# 久原正太郎
久原 正太郎（くはら しょうたろう、2003年5月15日 - ）は、日本のロックバンド・MONKEY GROWのギタリスト。千葉県九十九里町出身。

## 来歴
2003年、千葉県九十九里町に生まれる。九十九里町立九十九里中学校、千葉県立幕張総合高等学校卒業。中学3年生時は生徒会長を務めた。
2019年5月、東京新聞に掲載される。2020年、MONKEY GROWを結成。ギターを担当。